# چاه سالاری (سربیشه)
چاه سالاری یا چاه شماره ۶ روستایی در دهستان مومن‌آباد بخش مرکزی شهرستان سربیشه استان خراسان جنوبی ایران است.

## جمعیت
بر پایه سرشماری عمومی نفوس و مسکن در سال ۱۳۹۵ جمعیت این روستا ۲۱ نفر (۷خانوار) بوده‌است.